# Стилакум
Стѝлакум (на английски: Steilacoom, буквени символи за произношение  Архив на оригинала от 2018-12-26 в Wayback Machine.) е град в окръг Пиърс, щата Вашингтон, САЩ. Стилакум е с население от 6049 жители (2000) и обща площ от 5,4 km². Намира се на 23 m надморска височина. ЗИП кодът му е 98388, а телефонният му код е 253.